# Delitto al ristorante cinese
Delitto al ristorante cinese è un film italiano del 1981, diretto da Bruno Corbucci.
Si tratta dell'ottavo film della saga dell'ispettore di polizia Nico Giraldi, nel quale Tomas Milian si sdoppia interpretando anche il personaggio di "Ciu Ci Ciao", autocitazione del personaggio di "Sakura" nel western Il bianco, il giallo, il nero di Sergio Corbucci.

## Trama
Dopo una serata di lavoro al ristorante cinese Taitung a Roma, Bombolo e Ciu Ci Ciao si accingono a chiudere il locale quando si trovano davanti al corpo senza vita di un cliente, tale Giovanni Papetti. In preda al panico cercano di disfarsi del cadavere, riportandolo a casa sua, che viene poi ritrovato dall'ispettore Nico Giraldi, incaricato di far luce sull'omicidio. Ma la vittima risulta essere stata avvelenata da arsenico e Nico, costretto a muoversi con una gamba ingessata e ad astenersi dal suo proverbiale turpiloquio per una promessa fatta alla moglie, si affida alla collaborazione di Bombolo per risolvere il caso. Insieme scopriranno una fitta rete di spionaggio cinese in cui è coinvolto lo scaltro titolare del ristorante Chan Zeng Piao.

## Curiosità
- Nei film precedenti Bombolo veniva chiamato Venticello, in questo film con il suo nome d’arte.

## Distribuzione
Il film è stato distribuito nei cinema italiani il 19 novembre 1981.